# Großlohra
Großlohra település Németországban, azon belül Türingiában. Lakosainak száma 836 fő (2023. december 31.).

## Népesség
A település népességének változása:
| Lakosok száma | 917  | 908  | 862  | 849  | 836  |
|               | 2017 | 2019 | 2021 | 2022 | 2023 |